# Estremadura (Portugalia)

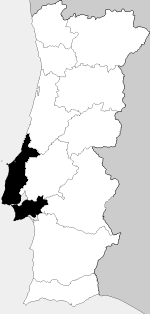
Położenie Estremadury

Estremadura – kraina historyczna w Portugalii, położona wzdłuż środkowego wybrzeża Oceanu Atlantyckiego. 7,9 tys. km² powierzchni. Obejmuje stolicę Lizbonę.
Leży na terenach płaskiej niziny nadbrzeżnej i pasem wzgórz. Najwyższe wzniesienie to Montejunto (666 m n.p.m.).